# Cugliate-Fabiasco
Cugliate-Fabiasco – miejscowość i gmina we Włoszech, w regionie Lombardia, w prowincji Varese.
Według danych na rok 2004 gminę zamieszkiwało 2805 osób, 467,5 os./km².